# Amir Khan
Amir Iqbal Khan (in urdu عامر اقبال خاں‎?; Bolton, 8 dicembre 1986) è un pugile inglese di origini pakistane.
Soprannominato "King Khan", è stato campione unificato WBA ed IBF nei pesi superleggeri. Il quotidiano International Business Times lo ha classificato all'ottavo posto nella classifica pound for pound nel 2011. Al maggio 2016 è al secondo posto nella graduatoria dei pesi welter.
Dotato di un talento precoce, Khan è il più giovane pugile inglese ad aver vinto una medaglia alle olimpiadi, avendo conquistato la medaglia d'argento nei pesi leggeri ad Atene 2004 all'età di soli 17 anni. Egli è anche uno dei più giovani campioni del mondo britannici in assoluto, avendo vinto il titolo mondiale WBA a soli 22 anni.

## Biografia
Khan nasce e cresce a Bolton, in Inghilterra, in una famiglia pakistana. La sua famiglia è originaria di Rawalpindi, Punjab, Pakistan.
Così come la lingua inglese, Khan parla anche la lingua punjabi e la lingua urdu. Khan ha due sorelle e un fratello, Haroon Khan, il quale è un pugile dilettante e vincitore della medaglia bronzo nei Giochi del Commonwealth nel 2010 tenuti in india.
Il cugino Sajid Mahmood gioca invece per la nazionale inglese di cricket. Khan è un musulmano praticante. Così come il pugilato, a Khan piace anche giocare a cricket, calcio e pallacanestro. Sensibile alle problematiche sociali, al di fuori del ring è noto partecipare a numerose iniziative benefiche.
Nel 2013 ha sposato a New York la studentessa statunitense di origini pakistane Faryal Makhdoom. La coppia ha una figlia, Lamaisah, nata il 23 maggio 2014. L'agosto del 2017 il pugile ha annunciato la separazione dalla Makhdoom, dopo averla accusata di aver intrapreso una relazione extraconiugale con il collega Anthony Joshua, salvo poi dichiarare la loro avvenuta riconciliazione.

## Carriera
Medaglia d'argento alle Olimpiadi di Atene nel 2004 nella divisione pesi leggeri ad appena diciassette anni, Amir Khan diventa campione del mondo dei pesi super leggeri WBA il 19 luglio 2009, dopo aver battuto ai punti l'ucraino Andriy Kotelnik al Manchester Evening News Arena · . Amir Khan, diventato campione a ventidue anni è il terzo più giovane campione del Regno Unito, dopo Naseem Hamed e Herbie Hide.
Khan ha mantenuto il proprio titolo il 5 dicembre 2009 battendo al primo round lo sfidante Dmitriy Salita, ed il 15 maggio 2010 contro Paulie Malignaggi.

### L'ascesa: il regno nei superleggeri

#### Khan contro Maidana
Khan difende con successo il titolo per la terza volta contro il campione ad interim della WBA, Marcos Maidana l'11 dicembre 2010, a Las Vegas. Khan domina l'incontro inizialmente mettendo al tappeto l'avversario al primo round con vari colpi al corpo. Khan vince con una decisione unanime. Maidana risponde positivamente all'incontro dicendo: "È stata una lotta infernale. Khan è un grandissimo, abile e velocissimo pugile. Ha dimostrato che è può tirare potentissimi pugni. È lui il grande campione". L'incontro si aggiudica il Boxing Writers Association of America Award per la lotta dell'anno.

#### Khan contro Judah
Dopo una guerra di parole con Zab Judah su Twitter, Khan decide di combattere contro Judah con il tentativo di unificare i titoli IBF e WBA di pesi Junior Welter a Las Vegas il 23 luglio 2011. Khan sconfigge Judah con un KO al quinto round con un colpo sul fegato dopo aver dominato tutti i round precedenti. Ora Khan è nel tentativo di combattere contro il messicano Érik Morales in dicembre. Dopo Morales, Khan vuole combattere contro Floyd Mayweather Jr.

### L'approdo ai pesi medi: Khan contro Canelo
Tra maggio 2015 e gennaio 2016 Khan cerca di concretizzare dapprima una supersfida contro l'imbattuto Floyd Mayweather, ed infine contro il filippino Manny Pacquiao. Tuttavia, in nessuno dei due casi le trattative arrivano a buon fine ed il pugile di Bolton si ritrova a considerare altre alternative. A grande sorpresa, nei primi giorni di febbraio viene annunciato che Khan sarebbe avanzato ai pesi medi per sfidare il talento messicano Saul "Canelo" Álvarez (46–1–1; 32 KO) per i titoli WBC, The Ring e lineare di categoria. Il match si svolge il 7 maggio al T-Mobile Arena di Las Vegas ed è trasmesso in pay-per-view dalla rete televisiva HBO. Khan, grande sfavorito, pare in grado di controllare l'avversario per le prime quattro riprese, tenendosi a distanza ed al contempo utilizzando la sua maggiore velocità e rapide combinazioni al volto. Il messicano inizia a prendere l'iniziativa dal quinto round, colpendo il pugile di Bolton con alcuni potenti colpi alla testa ed al corpo. La fine dell'incontro arriva alla sesta tornata, a seguito di un potente uno-due alla mascella che manda al tappeto Khan privo di sensi.
L'incontro genera circa un milione di vendite in pay-per-view, oltre a fruttare a Khan una borsa record di oltre 13 milioni di dollari. Malgrado l'apparente controllo iniziale, al momento dell'interruzione Khan risultava in svantaggio su due cartellini (49-46 e 48-47) ed avanti sul terzo (48-47). Ciò porterà l'inglese ad affermare dopo la sfida: «Può essere stata addirittura una benedizione venire messo al tappeto al sesto round, piuttosto che essere delusi da una decisione ingiusta dopo dodici riprese». Khan scaccia inoltre voci su possibile ritiro, dichiarando di voler far tesoro dell'esperienza e di essere intenzionato a tornare nei pesi welter, la sua divisione originaria.

### Pesi welter
Dopo aver perseguito senza successo un incontro col filippino Manny Pacquiao per tutto il 2017, nel gennaio 2018 Khan annuncia di aver firmato un contratto di tre match con la Matchroom Sport, polo manageriale del promotore inglese Eddie Hearn. Nel medesima occasione annuncia il suo ritorno sul ring, dopo due anni di inattività, il 21 aprile seguente all'Echo Arena di Liverpool contro l'italo-canadese Phil Lo Greco (28-3, 17 KO). Il rientro sulla scena dell'inglese dura meno di 40 secondi: dopo aver atterrato l'avversario con un rapido gancio destro alla mascella, Khan chiude il match infliggendo allo sfidante un secondo knockdown che porta l'arbitro ad interrompere immediatamente la contesa per KO tecnico. 

## Record professionali
| No. | Risultato | Record | Avversario         | Metodo | Data          | Round             | Luogo                                          | Note |
| --- | --------- | ------ | ------------------ | ------ | ------------- | ----------------- | ---------------------------------------------- | --- |
| 34  | Vittoria  | 31-3   | Chris Algieri      | UD     | 12            | 29 maggio 2015    | Barclays Center, New York, USA                 | Mantiene il titolo WBC Silver dei pesi welter.                                                                    |
| 33  | Vittoria  | 30-3   | Devon Alexander    | UD     | 12            | 13 dicembre 2014  | MGM Grand Garden Arena, Las Vegas, USA         | Mantiene il titolo WBC Silver dei pesi welter.                                                                    |
| 32  | Vittoria  | 29-3   | Luis Collazo       | UD     | 12            | 3 maggio 2014     | MGM Grand Garden Arena, Las Vegas, USA         | Vince il titolo WBA International e il vacante WBC Silver dei pesi welter.                                        |
| 31  | Vittoria  | 28-3   | Julio Díaz         | UD     | 12            | 27 aprile 2013    | Motorpoint Arena, Sheffield, Inghilterra       | |
| 30  | Vittoria  | 27-3   | Carlos Molina      | RTD    | 10 (12), 3:00 | 15 dicembre 2012  | Memorial Sports Arena, Los Angeles, USA        | Vince il vacante titolo WBC Silver Interim dei pesi superleggeri.                                                 |
| 29  | Sconfitta | 26-3   | Danny García       | TKO    | 4 (12), 2:28  | 14 luglio 2012    | Mandalay Bay Events Center, Las Vegas, USA     | Perde il titolo WBA (Super) dei pesi superleggeri. Per il titolo WBC e il vacante The Ring dei pesi superleggeri. |
| 28  | Sconfitta | 26-2   | Lamont Peterson    | SD     | 12            | 10 dicembre 2011  | Washington Convention Center, Washington, USA  | Perde il titolo WBA (Super) e IBF dei pesi superleggeri.                                                          |
| 27  | Vittoria  | 26-1   | Zab Judah          | KO     | 5 (12), 2:47  | 23 luglio 2011    | Mandalay Bay Resort & Casino, Las Vegas, USA   | Mantiene il titolo WBA (Super) dei pesi superleggeri. Vince il titolo IBF dei pesi superleggeri.                  |
| 26  | Vittoria  | 25-1   | Paul McCloskey     | TD     | 6 (12), 2:30  | 16 aprile 2011    | M.E.N. Arena, Manchester, Inghilterra          | Mantiene il titolo WBA (Super) dei pesi superleggeri.                                                             |
| 25  | Vittoria  | 24-1   | Marcos Maidana     | UD     | 12            | 11 dicembre 2010  | Mandalay Bay Resort & Casino, Las Vegas, USA   | Mantiene il titolo WBA (Super) dei pesi superleggeri.                                                             |
| 24  | Vittoria  | 23-1   | Paulie Malignaggi  | TKO    | 11 (12), 1:25 | 15 maggio 2010    | Madison Square Garden, New York, USA           | Mantiene il titolo WBA (Super) dei pesi superleggeri.                                                             |
| 23  | Vittoria  | 22-1   | Dmitry Salita      | TKO    | 1 (12), 1:16  | 5 dicembre 2009   | Metro Radio Arena, Newcastle, Inghilterra      | Mantiene il titolo WBA (Super) dei pesi superleggeri.                                                             |
| 22  | Vittoria  | 21-1   | Andreas Kotelnik   | UD     | 12            | 18 luglio 2009    | M.E.N. Arena, Manchester, Inghilterra          | Vince il titolo WBA (Super) dei pesi superleggeri.                                                                |
| 21  | Vittoria  | 20-1   | Marco Barrera      | TD     | 5 (12), 2:36  | 14 marzo 2009     | M.E.N. Arena, Manchester, Inghilterra          | Mantiene il titolo internazionale WBA dei pesi leggeri. Vince il titolo inter-continentale WBO dei pesi leggeri.  |
| 20  | Vittoria  | 19-1   | Oisin Fagan        | TKO    | 2 (12), 1:37  | 6 dicembre 2008   | ExCeL Arena, Docklands, Londra, Inghilterra    | Vince il titolo internazionale WBA dei pesi leggeri.                                                              |
| 19  | Sconfitta | 18-1   | Breidis Prescott   | KO     | 1 (12), 0:54  | 6 settembre 2008  | M.E.N. Arena, Manchester, Inghilterra          | Perde il titolo inter-continentale WBO dei pesi leggeri.                                                          |
| 18  | Vittoria  | 18-0   | Michael Gomez      | TKO    | 5 (12), 2:33  | 21 giugno 2008    | National Indoor Arena, Birmingham, Inghilterra | Mantiene il titolo Commonwealth dei pesi leggeri.                                                                 |
| 17  | Vittoria  | 17-0   | Martin Kristjansen | TKO    | 7 (12), 2:53  | 5 aprile 2008     | Bolton Arena, Bolton, Inghilterra              | Vince il titolo inter-continentale WBO dei pesi leggeri.                                                          |
| 16  | Vittoria  | 16-0   | Gairy St. Clair    | UD     | 12            | 2 febbraio 2008   | ExCeL Arena, Docklands, Londra, Inghilterra    | Mantiene il titolo Commonwealth dei pesi leggeri.                                                                 |
| 15  | Vittoria  | 15-0   | Graham Earl        | TKO    | 1 (12), 1:12  | 8 dicembre 2007   | Bolton Arena, Bolton, Inghilterra              | Mantiene il titolo Commonwealth dei pesi leggeri.                                                                 |
| 14  | Vittoria  | 14-0   | Scott Lawton       | TKO    | 4 (12), 0:32  | 6 ottobre 2007    | Nottingham Arena, Nottingham, Inghilterra      | Mantiene il titolo Commonwealth dei pesi leggeri.                                                                 |
| 13  | Vittoria  | 13-0   | Willie Limond      | RTD    | 8 (12), 3:00  | 14 luglio 2007    | O2 Arena, Greenwich, Londra, Inghilterra       | Vince il titolo Commonwealth. dei pesi leggeri.                                                                   |
| 12  | Vittoria  | 12-0   | Steffy Bull        | TKO    | 3 (8), 1:45   | 7 aprile 2007     | Millennium Stadium, Cardiff, Galles            | |
| 11  | Vittoria  | 11-0   | Mohammed Medjadi   | TKO    | 1 (8), 0:55   | 17 febbraio 2007  | Wembley Arena, Wembley, Londra, Inghilterra    | |
| 10  | Vittoria  | 10-0   | Rachid Drilzane    | UD     | 10            | 9 dicembre 2006   | ExCeL Arena, Docklands, Londra, Inghilterra    | |
| 9   | Vittoria  | 9-0    | Ryan Barrett       | TKO    | 1 (6), 1:51   | 2 settembre 2006  | Bolton Arena, Bolton, Inghilterra              | |
| 8   | Vittoria  | 8-0    | Colin Bain         | TKO    | 2 (6), 2:20   | 8 luglio 2006     | Millennium Stadium, Cardiff, Galles            | |
| 7   | Vittoria  | 7-0    | Laszlo Komjathi    | UD     | 6             | 20 maggio 2006    | King's Hall, Belfast, Irlanda del Nord         | |
| 6   | Vittoria  | 6-0    | Jackson Williams   | TKO    | 3 (6), 2:16   | 25 febbraio 2006  | ExCeL Arena, Docklands, Londra Inghilterra     | |
| 5   | Vittoria  | 5-0    | Vitali Martynov    | TKO    | 1 (6), 1:15   | 28 gennaio 2006   | Nottingham Arena, Nottingham, Inghilterra      | |
| 4   | Vittoria  | 4-0    | Daniel Thorpe      | TKO    | 2 (4), 2:57   | 10 dicembre 2005  | ExCeL Arena, Docklands, Londra, Inghilterra    | |
| 3   | Vittoria  | 3-0    | Steve Gethin       | TKO    | 3 (4), 0:49   | 5 novembre 2005   | Braehead Arena, Glasgow, Scozia                | |
| 2   | Vittoria  | 2-0    | Baz Carey          | UD     | 4             | 10 settembre 2005 | Cardiff International Arena, Cardiff, Galles   | |
| 1   | Vittoria  | 1-0    | David Bailey       | TKO    | 1 (4), 1:49   | 16 luglio 2005    | Bolton Arena, Bolton, Inghilterra              | Debutto Professionale                                                                                             |